# Seznam kódů zemí GS1
Seznam GS1 kódů zemí.
- 000–019 Spojené státy americké a Kanada
- 020–029 vyhrazené pro lokální užití (obchody/sklady)
- 030–039 USA a Kanada léky
- 040–049 vyhrazené pro lokální užití (obchody/sklady)
- 050–059 poukázky, sázenky
- 060–099 USA a Kanada
- 100–139 USA a Kanada (rezervováno pro pozdější využití)
- 200–299 vyhrazené pro lokální užití (obchody/sklady)
- 300–379 Francie
- 380 Bulharsko
- 383 Slovinsko
- 385 Chorvatsko
- 387 Bosna a Hercegovina
- 400–440 Německo
- 450–459 Japonsko
- 460–469 Rusko
- 470 Kyrgyzstán
- 471 Tchaj-wan
- 474 Estonsko
- 475 Lotyšsko
- 476 Ázerbájdžán
- 477 Litva
- 478 Uzbekistán
- 479 Srí Lanka
- 480 Filipíny
- 481 Bělorusko
- 482 Ukrajina
- 483 Turkmenistán
- 484 Moldavsko
- 485 Arménie
- 486 Gruzie
- 487 Kazachstán
- 489 Hongkong
- 488 Tádžikistán
- 490–499 Japonsko
- 500–509 Spojené království
- 520–521 Řecko
- 528 Libanon
- 529 Kypr
- 530 Albánie
- 531 Severní Makedonie
- 535 Malta
- 539 Irsko
- 540–549 Belgie a Lucembursko
- 560 Portugalsko
- 569 Island
- 570–579 Dánsko
- 590 Polsko
- 594 Rumunsko
- 599 Maďarsko
- 600–601 Jihoafrická republika
- 603 Ghana
- 604 Senegal
- 607 Omán
- 608 Bahrajn
- 609 Mauricius
- 611 Maroko
- 613 Alžírsko
- 615 Nigérie
- 616 Keňa
- 617 Kamerun
- 618 Pobřeží slonoviny
- 619 Tunisko
- 620 Tanzanie
- 621 Sýrie
- 622 Egypt
- 624 Libye
- 625 Jordánsko
- 626 Írán
- 627 Kuvajt
- 628 Saúdská Arábie
- 629 Spojené arabské emiráty
- 630 Katar
- 631 Namibie
- 640–649 Finsko
- 680–681 Čína
- 690–699 Čína
- 700–709 Norsko
- 729 Izrael
- 730–739 Švédsko
- 740 Guatemala
- 741 Salvador
- 742 Honduras
- 743 Nikaragua
- 744 Kostarika
- 745 Panama
- 746 Dominikánská republika
- 750 Mexiko
- 754–755 Kanada
- 759 Venezuela
- 760–769 Švýcarsko
- 770–771 Kolumbie
- 773 Uruguay
- 775 Peru
- 777 Bolívie
- 778–779 Argentina
- 780 Chile
- 784 Paraguay
- 786 Ekvádor
- 789–790 Brazílie
- 800–839 Itálie
- 840–849 Španělsko
- 850 Kuba
- 858 Slovensko
- 859 Česko
- 860 Srbsko
- 865 Mongolsko
- 867 Severní Korea
- 868–869 Turecko
- 870–879 Nizozemsko
- 880–881 Jižní Korea
- 883 Myanmar
- 884 Kambodža
- 885 Thajsko
- 888 Singapur
- 890 Indie
- 893 Vietnam
- 896 Pákistán
- 899 Indonésie
- 900–919 Rakousko
- 930–939 Austrálie
- 940–949 Nový Zéland
- 950–951 centrála
- 952 pro demonstrační účely v příkladech
- 955 Malajsie
- 958 Macao
- 960–969 centrála
- 977 ISSN (seriálové publikace)
- 978–979 ISBN (knihy)
- 980 vratné účtenky
- 981–982 běžné platební poukázky
- 990–999 poukázky